# Cachrys libanotis
Cachrys libanotis és una espècie de planta herbàcia perenne de la família de les Apiaceae o també conegudes com a Umbel·líferes; originària de la mediterrània. La podem trobar en sorrals, sobretot al litoral, en contrades mediterrànies àrides. És una planta escabre, és a dir, molt rasposa per presència de pèls curts i aspres al tacte.

## Descripció

### El Port
Les tiges són profusament ramificades, oposades o verticil·lades, que a vegades sobrepassen la umbel·la primària. Poden fer fins a 150 cm, sòlids i estriats.

### Fulles
Les fulles són pinnatisectes, de 2 a 5 les caulinars, i de 3 a 6 les basals; amb els segments foliars de 5 - 12 mm.

### Les Flors
Les flors es presenten en inflorescències en forma d'umbel·la, de 8 a 23 radis, almenys a la base. Les flors són de color groc i l'època de floració és de l'abril al juny.

## Varietats
Cachrys libanotis és molt semblant a l'espècie del mateix gènere Cachrys sicula, encara que libanotis és més gràcil. El reconeixement de les dues espècies ha estat a vegades molt questionat encara que si es disposen dels fruits és més fàcil distingir-les, ja que aquests posseeixen característiques diagnóstiques.

## Taxonomia
Cachrys libanotis va ser descrita per Linnaeus, Carl von

### Etimologia
- Cachrys libanotis: nom genèric que es tradueix en "cacris", data de l'època de Plini, Dioscórides i Teofrast[5]

### Sinonímia
- Cachrydium libanotis Link
- Cachrys humilis Schousb.
- Cachrys linearia Mill.
- Cachrys peucedanoides Desf.
- Cachrys pterochlaena var. leiocarpa Coss.
- Cachrys sphaerocarpa Ten.
- Crithmum libanotis Link
- Hippomarathrum bocconei Boiss.
- Hippomarathrum bocconei var. denticulatum Andr.
- Hippomarathrum libanotis (L.) Koch ex DC.
- Hippomarathrum libanotis subsp. bocconei (Boiss.) Maire
- Hippomarathrum libanotis var. faurei Maire
- Smyrnium libanotis (L.) Crantz